# Ivan Karastojanov
Ivan Anastasov Karastojanov (28. srpna 1853 Samokov – 4. června 1922) byl bulharský fotograf.

## Životopis
Byl nejstarším synem Anastase Karastojanova (1822–1880) a vnukem slavného samokovského nakladatele a obchodníka Nikoly Karastojanova (1778–1874). Ivan je bratrem fotografa Dimitara Karastojanova (1856–1919). Středoškolské vzdělání dokončil v Bělehradě se specializací ve Vídni. Karastojanov prošel vojenským výcvikem v Bělehradské dělostřelecké škole. Po osvobození Bulharska se jeho rodina přestěhovala do Sofie.
V roce 1896 otevřel svůj fotoateliér na ulici Samokovska (nyní Graf Ignatiev). Celých 30 let fotografoval prominentní politiky jako prince Alexandra Dondukova-Korsakova, Simeona Radeva, hraběte Nikolaje Pavloviče Ignaťjeva, Dragana Cankova, Todora Burmova, Zaharie Stojanova, prince Alexandra I. Bulharského, Stefana Stambolova, Petka Karavelova, ale i slavné intelektuály a spisovatele jako byli například Petko Slavejkov, Pejo Javorov, Ivan Vazov. V roce 1911 byl členem 5. velkého národního shromáždění.
Magistrát ho pověřil pořizováním portrétů starostů Sofie po generace. Spolu se svým bratrem Dimitarem Karastojanovem vyráběli také pohlednice.

## Galerie

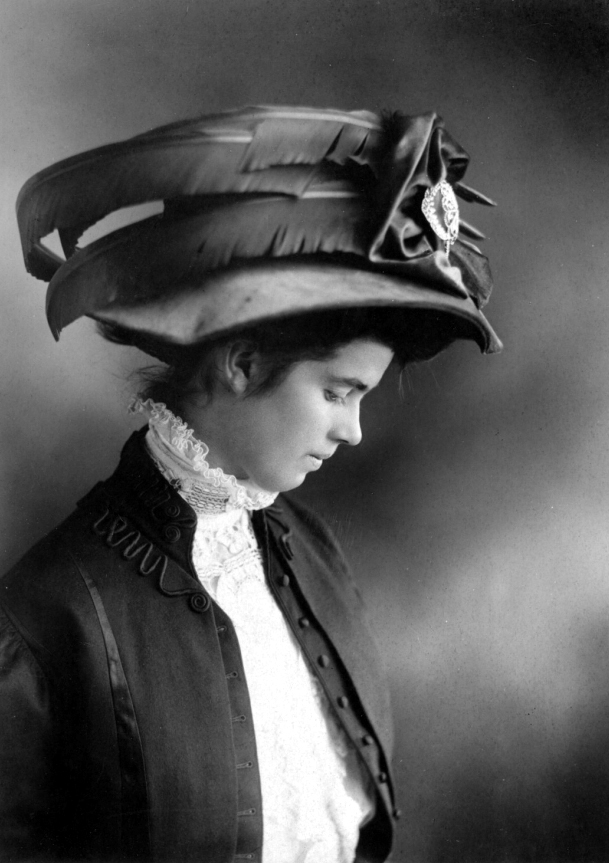
Jekatěrina Kukova
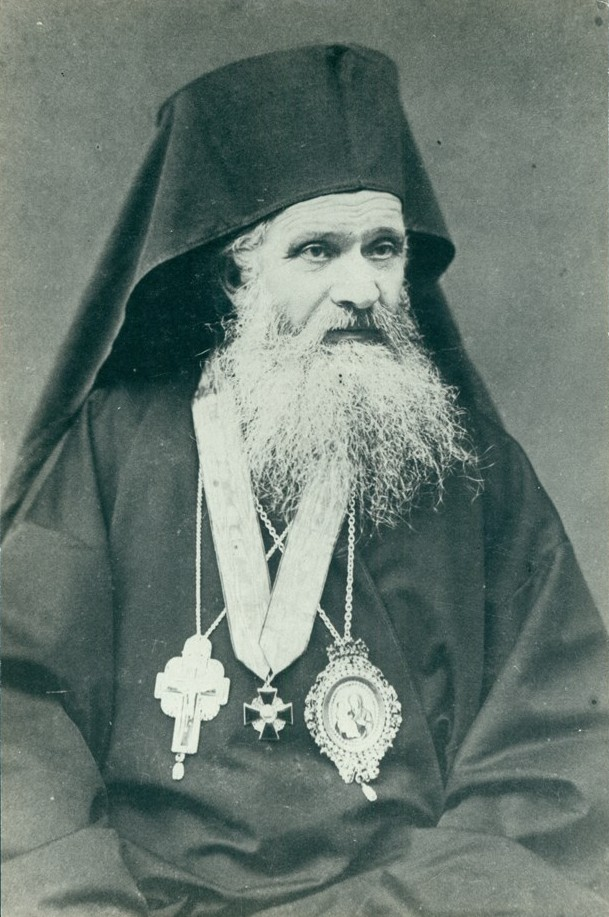
Seraphim of Sliven
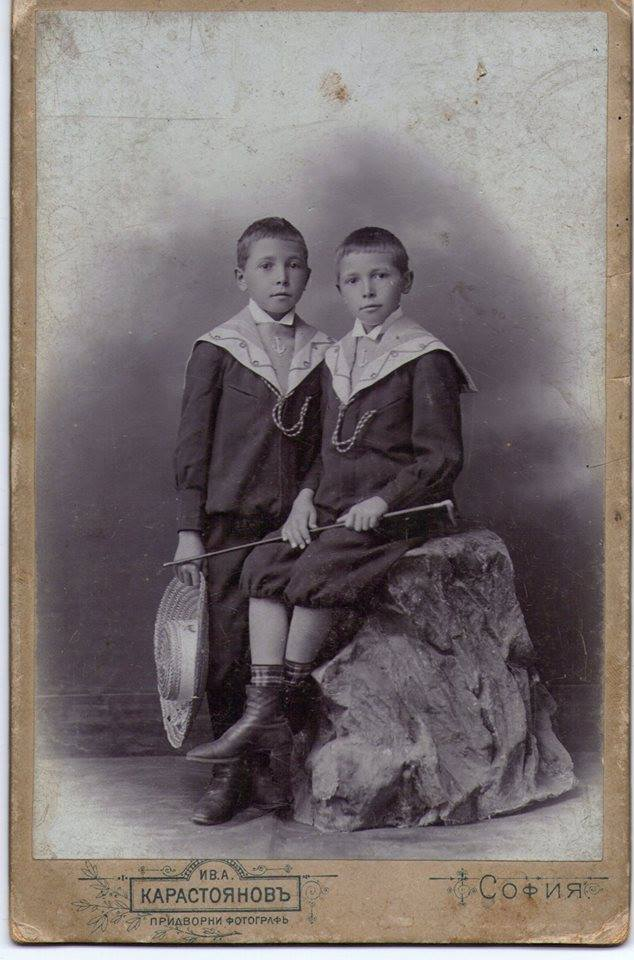
Boris and Asen Marinov, The sons of colonel Dimitar Marinov – Boris (later colonel) and Asen (later captain), 1904
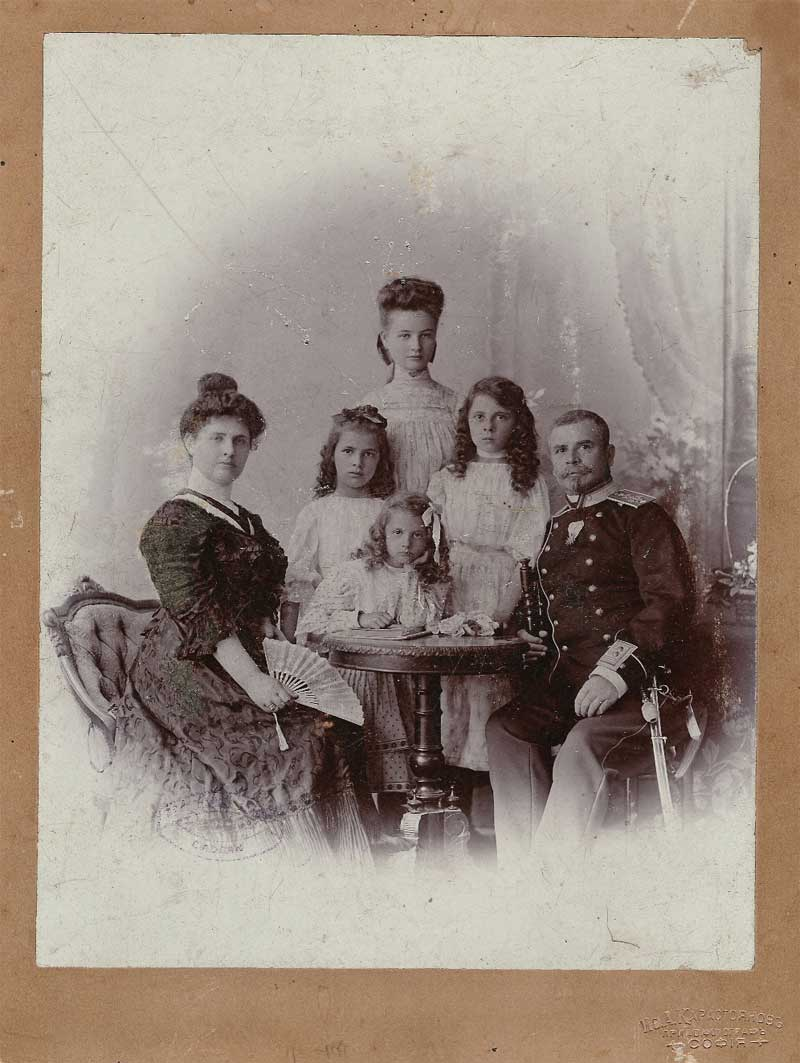
Vladimir Serafimov se svojí rodinou
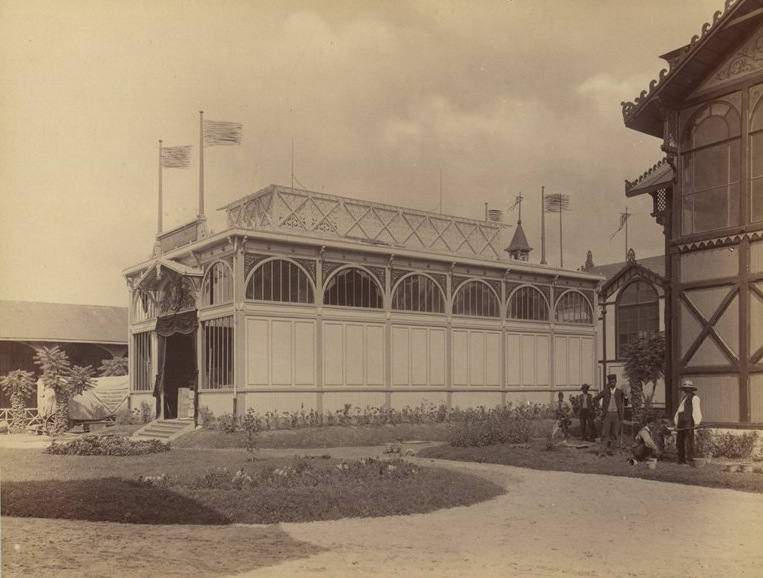
Mezinárodní veletrh, Plovdiv, 1892
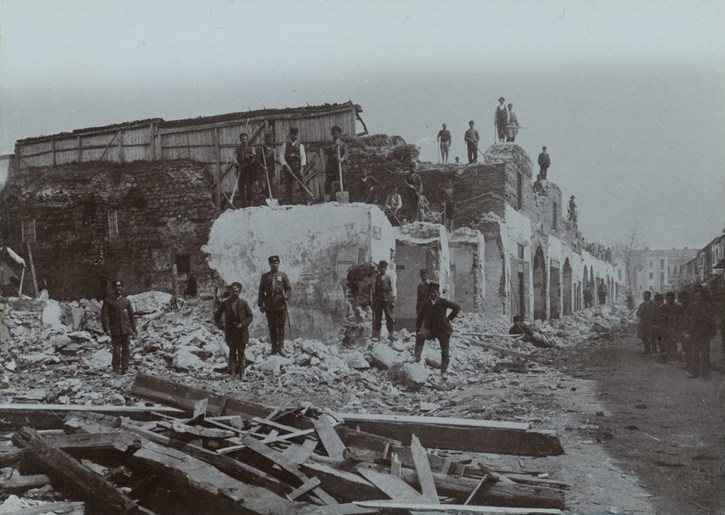
Pohledy ze staré a nové Sofie
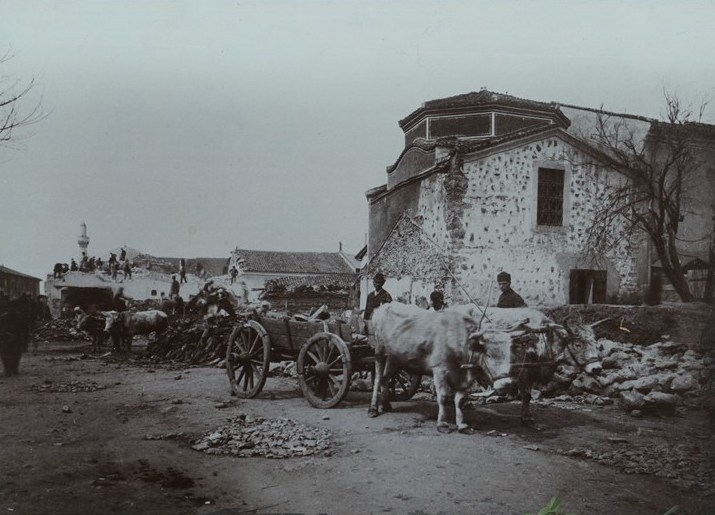
Pohledy ze staré a nové Sofie
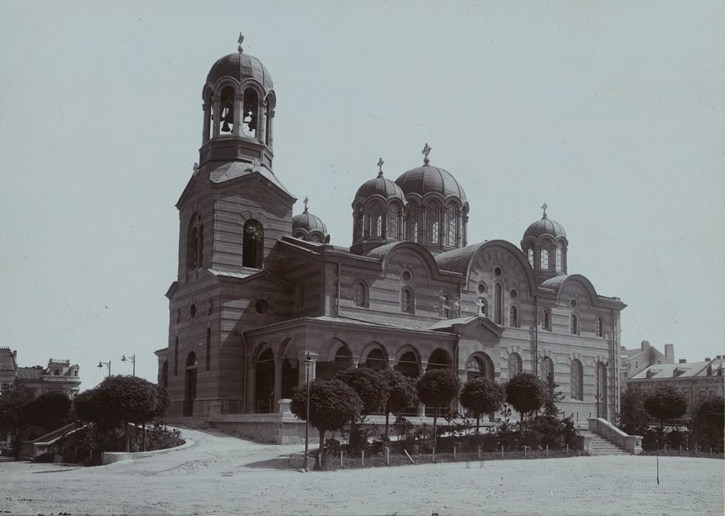
Pohledy ze staré a nové Sofie